# Aphalara loginovae
Aphalara loginovae är en insektsart som beskrevs av Burckhardt och Lauterer 1993. Aphalara loginovae ingår i släktet Aphalara och familjen rundbladloppor.
Artens utbredningsområde är Iran. Inga underarter finns listade i Catalogue of Life.